# 필라델피아 필리스
필라델피아 필리스(영어: Philadelphia Phillies)는 미국 펜실베이니아주 필라델피아를 연고지로 하는 프로 야구 팀이다. 메이저 리그 내셔널 리그 동부 지구 소속이다.
1883년 창단하였으며, 1980년에 창단한 지 98년 만에 월드시리즈에서 우승했다. 그리고 2008년 월드 시리즈에서 다시 28년 만에 우승했다. 박찬호가 2009년에 재적되어 있었다.
수많은 스타들을 배출한 명문 구단이다. 3루수 마이크 슈미트, 외야수 그렉 루진스키 등 1970~80년대를 주름잡은 대스타들이 이곳 출신이며 그로버 클리블랜드 알렉산더가 1911년 24선발승으로 1900년 이후 순수신인 최다 선발승 기록을 세웠고 1915년 30선발승, 1916년 33선발승, 1917년 30선발승으로 1900년 이후 역대 최고 기록인 3년 연속 30선발승 이상을 기록했으며 이들 중 1916년 거둔 33선발승은 1900년 이후 역대 내셔널리그 최다 선발승 기록으로 남아 있다.
"필리스"는 필라델피아 시의 애칭이다.

## 역대 주요 선수
- 마이크 슈미트 : 3루수, 명예의 전당 헌액, 영구 결번
- 스티브 칼튼 : 좌완투수, 명예의 전당 헌액, 영구 결번
- 로빈 로버츠 : 우완투수, 명예의 전당 헌액, 영구 결번
- 리치 애시번 : 중견수, 명예의 전당 헌액, 영구 결번
- 짐 버닝 : 우완투수, 명예의 전당 헌액, 영구 결번

## 영구 결번
- #1 리치 애시번
- #20 마이크 슈미트
- #32 스티브 칼튼
- #36 로빈 로버츠
- #42 재키 로빈슨 (전 구단 공통)

## 역대 한국인 선수
(필리스 시절 등번호, 포지션, 필리스에서 소속이던 시즌)
- 박찬호 - 61번, 투수, 2009년
- 김일엽 - 투수, 2001년 ~ 2003년
- 김현수 - 31번, 외야수, 2017년

## 현역 주요 선수
- 잭 휠러
- 에런 놀라
- J. T. 리얼무토
- 브라이스 하퍼